# Liste der Bodendenkmäler in Egmating
Auf dieser Seite sind die Bodendenkmäler in der oberbayerischen Gemeinde Egmating zusammengestellt. Diese Tabelle ist eine Teilliste der Liste der Bodendenkmäler in Bayern. Grundlage ist die Bayerische Denkmalliste, die auf Basis des Bayerischen Denkmalschutzgesetzes vom 1. Oktober 1973 erstmals erstellt wurde und seither durch das Bayerische Landesamt für Denkmalpflege geführt wird. Die folgenden Angaben ersetzen nicht die rechtsverbindliche Auskunft der Denkmalschutzbehörde.

## Bodendenkmäler in Egmating
| Lage       | Objekt | Akten-Nr.     | Bild |
| ---------- | --- | ------------- | ---- |
| (Standort) | Reihengräberfeld des frühen Mittelalters. | D-1-7936-0001 |      |
| (Standort) | Körpergräber der Bronzezeit oder des frühen Mittelalters. | D-1-7936-0002 |      |
| (Standort) | Körpergräber des frühen Mittelalters. | D-1-7936-0003 |      |
| (Standort) | Siedlung der Urnenfelderzeit. | D-1-7936-0005 |      |
| (Standort) | Siedlung des frühen, hohen und späten Mittelalters. | D-1-7936-0006 |      |
| (Standort) | Untertägige mittelalterliche und frühneuzeitliche Befunde im Bereich der katholischen Pfarrkirche St. Johann Baptist und Michael in Egmating und ihrer Vorgängerbauten.                                                    | D-1-7936-0010 |      |
| (Standort) | Siedlung der mittleren Bronzezeit. | D-1-7936-0027 |      |
| (Standort) | Siedlung der römischen Kaiserzeit. | D-1-7936-0038 |      |
| (Standort) | Untertägige spätmittelalterliche und frühneuzeitliche Befunde im Bereich des ehemaligen Hofmarksschlosses von Egmating und seiner Vorgängerbauten mit barocken Gartenanlagen.                                              | D-1-7936-0062 |      |
| (Standort) | Verebnete Grabhügel vorgeschichtlicher Zeitstellung. | D-1-7936-0074 |      |
| (Standort) | Untertägige mittelalterliche und frühneuzeitliche Befunde im Bereich der katholischen Filialkirche St. Andreas in Lindach mit aufgelassenem Friedhof.                                                                      | D-1-8036-0138 |      |
| (Standort) | Untertägige mittelalterliche und frühneuzeitliche Befunde im Bereich der katholischen Filialkirche St. Johannes d. T. in Münster und ihrer Vorgängerbauten sowie Körpergräber (Tuffplattengräber) des frühen Mittelalters. | D-1-8037-0167 |      |